# Lienardia comideleuca
Lienardia comideleuca é uma espécie de gastrópode do gênero Lienardia, pertencente a família Clathurellidae.